# Sharon Egretta Sutton
Dr. Sharon Egretta Sutton (Cincinnati, Ohio, 1941), es una profesora de arquitectura y diseño urbano, profesora de trabajo social, y directora del Centro para Educación de Entorno y Estudios de Diseño (CEEDS) en la Universidad de Washington, donde preside en la facultad desde 1998. Ejerció como profesora de arquitectura desde 1975, habiendo enseñado en el Instituto Pratt, Universidad de Columbia, Universidad de Cincinnati, y la Universidad de Míchigan, donde pasó a ser la primera mujer afroamericana como educadora en esta materia.
Es autora de numerosos libros: Weaving a Tapestry of Resistance: The Places, Power and Poetry of a Sustainable Society (Bergin and Garvey, 1996), Learning through the Built Environment (Irvington, 1985), y además de coautora de The Paradox of Urban Space: Inequality and Transformation in Marginalized Communities (Palgrave Macmillan, 2011)
Sutton fue la segunda mujer afroamericana en recibir la distinción por American Institute of Architects en 1995. A su vez, ACSA (Association of Collegiate Schools of Architecture) honró a Sutton con la distinción "ACSA Distinguished Professor Award" en 1995-96. Sutton también recibió "Life Recognition Award" de Michigan Women's Hall of Fame en 1997. En 2011 Sutton recibió también otro premio de American Institute of Architects Whitney M. Young, Jr., Award. En 2014 una nueva distinción fue entregada por AIA Seattle, que premió a Sutton con el premio AIA Seattle Medal, uno de los premios más grandes.

## Otras carreras y logros
Sharo, hija del matrimonio Egretta y Sutton, se educó inicialmente en la música, en la Escuela de Música de Manhattan, y luego en la Universidad de Hartford. Después de ganar concurso de música en 1963, trabajó como músico profesional en la Ciudad de Nueva York, En 1967, Sutton se matriculó en la Escuela Parsons de Diseño y, a continuación, de la Universidad de Columbia, donde obtuvo el título de Arquitecto en el año 1973. En 1981, obtuvo su maestría en psicología de la Universidad Hunter; en 1982, en la Universidad de la Ciudad de Nueva York.

## Libros
- Sutton, Sharon Egretta, and Kemp, Susan P., editors, The Paradox of Urban Space: Inequality and Transformation in Marginalized Communities, Palgrave Macmillan, Nueva York, 2011 ISBN 978-0-230-10391-7
- Sutton, Sharon Egretta, Weaving a Tapestry of Resistance: The Places, Power and Poetry of a Sustainable Society, Bergin and Garvey Publishers, Westport, 1996.
- Sutton, Sharon Egretta, Learning through the Built Environment: An Ecological Approach to Child Development, Irvington Press, Nueva York, 1985.